# Saksofon kontrabasowy
Saksofon kontrabasowy – pojedynczostroikowy instrument dęty drewniany. Większy od niego jest jedynie saksofon subkontrabasowy. Instrument budowany w stroju Es. Barwa dźwięku uznawana jest za bardzo głęboką i chropowatą. 
| Standardowe rozmiary i waga instrumentu | Standardowe rozmiary i waga instrumentu |
| --------------------------------------- | --------------------------------------- |
| Wysokość                                | 1,9 metrów                              |
| Waga                                    | 20 kilogramów                           |